# Valle Seco, Tecate B.C.

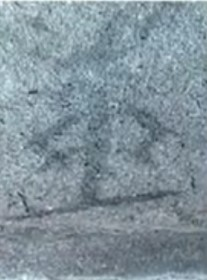
Pintura Rupestre - Valle Seco B.C. - Chamán

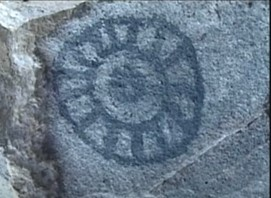
Pintura Rupestre - Valle Seco B.C. - Círculos concéntricos Ovni

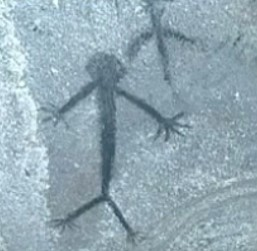
Pintura Rupestre - Valle Seco B.C. - Persona

Valle Seco es un lugar donde existe arte rupestre en el municipio de Tecate Baja California. También es denominado “Valle de los Venados” fue encontrado en 1960, en el Rancho San Antonio por José Torres Medina situado a unos 20 km al sur del poblado de La Rumorosa, quien vio por primera vez las pinturas rupestres de Valle Seco, al cobijo de una cueva en sus actividades de pastoreo de ganado, las cuales se encuentran cerca del cerro “La Teta de la india”.
El sitio, está ubicado en los linderos del Ejido Pino Suárez, al sur de la carretera Rumorosa – Tecate. Es un trayecto a pie de un boque de coníferas. Camino al cobijo, se encuentran varios morteros.

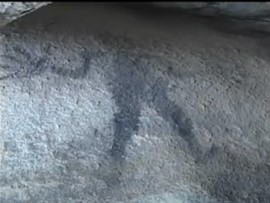
Pintura rupestre - Valle Seco B.C. - Hombre caminando

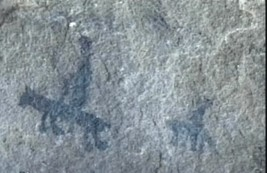
Pintura rupestre - Valle Seco B.C. - Hombre montando felino

Cercano al sitio, se ubica una extensa área, que los conocedores, lo consideran como un centro ceremonial. Adicionalmente se pueden apreciar múltiples restos de cerámicas de diferentes colores, rojizos y café Así mismo se encuentran algunas piedras acomodas con cierta orientación. También hay diversos morteros en las piedras de la zona con ciertas oquedades particulares. Es también digno de mencionar unos lugares reservados y considerados como sagrados, ya que tiene unos obstáculos para que no puedan ingresar, que hasta la fecha ha sido respetado. 
Ciertas figuras llaman la atención, principalmente las que personas están montados en diferentes animales. Uno de ellos parece un venado, ya que  
muestra su cornamenta. Otro parece ser un felino.   También se aprecia una figura con manos de un tamaño extremadamente grandes, así como un círculo con otro al centro y radios entre ellos, al cual la gente le denomina el “Ovni.” En una siguiente figura se puede apreciar que una persona está atacando a otra.

Julio César López Romero, ha explorado y documentado en su programa “La otra Baja”, varios de éstos sitios. 

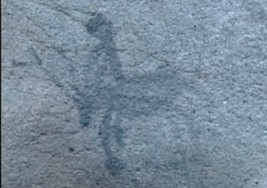
Pintura Rupestre - Valle Seco B.C. - Hombre montando venado.png